# Uszak siwy
Uszak siwy (Crossoptilon auritum) − gatunek dużego ptaka z rodziny kurowatych (Phasianidae). Nie wyróżnia się podgatunków.

## Występowanie
W warunkach naturalnych występuje tylko w środkowych i północno-środkowych Chinach, zamieszkuje lasy iglaste do wysokości 3500 m n.p.m.
Obecnie jest niezagrożonym, najbardziej rozpowszechnionym gatunkiem ze swego rodzaju. 

## Wygląd
Góra głowy pokryta jest aksamitnymi czarnymi piórami, tzw. „uszy” są białe i wychodzą spod podbródka i ciągną się aż za uszy. Okolice oczu i policzki są szkarłatne. Reszta ciała jest niebieskoszara. Niedojrzałe osobniki mają płowożółto- lub szaro-brązowe upierzenie, a dorosłe upierzenie uzyskają w wieku 4 miesięcy.
Samce i samice są podobne, można je odróżnić poprzez porównanie ostróg – u samców są większe i okrągłe, a samice posiadają ostrogi mniejsze i bardziej podłużne. Ostrogi zaczynają być widoczne w wieku 4 miesięcy.
Wymiary
- długość ciała: 96 cm
- masa ciała: 1,5–2 kg[6]

## Status
Międzynarodowa Unia Ochrony Przyrody (IUCN) uznaje uszaka siwego za gatunek najmniejszej troski (LC – least concern) nieprzerwanie od 2000 roku; wcześniej, od roku 1988, miał on status „bliski zagrożenia” (NT – near threatened). Całkowita liczebność populacji nie została oszacowana, w 1994 roku ptak opisywany był jako pospolity. Trend liczebności populacji jest stabilny.